# Yo la vi primero
Yo la vi primero és una pel·lícula espanyola en clau de comèdia dirigida el 1974 dirigida per Fernando Fernán Gómez (en la qual també hi surt com a actor) i protagonitzada per Manuel Summers, qui també és coautor del guió. És considerada una comèdia agredolça original però amb un guió desestructurat influït per Del rosa al amarillo.

## Sinopsi
Un nen de 10 anys, Ricardo, enamorat de la seva veïna Paloma, té un accident i roman 25 anys en coma. Quan es desperta encara té la mentalitat d'un nen de 10 anys, i veu com el seu amor està casada amb un individu insuportable.

## Repartiment
- Manuel Summers - Ricardo
- María del Puy - Paloma
- Fernando Rubio - Vicente
- León Klimovsky - Faustino
- Fernando Fernán Gómez - Doctor
- Irene Gutiérrez Caba - Ricarda

## Premis
Medalles del Cercle d'Escriptors Cinematogràfics
| Any  | Categoria                | Pel·lícula           | Resultat   |
| ---- | ------------------------ | -------------------- | ---------- |
| 1974 | Millor actriu secundària | Irene Gutiérrez Caba | Guanyadora |